# کتاب زندگی (فیلم)
کتاب زندگی (به انگلیسی: The Book Of Life) یک انیمیشن سه بعدی رایانه‌ای به کارگردانی خورخه گوتیارز، محصول سال ۲۰۱۴ کشور آمریکاست. این انیمیشن توسط استودیوهای ریل اف‌ایکس کریتیو تولید شده و فاکس قرن بیستم مسئولیت پخش آنرا بر عهده داشته است. از صداپیشگان این انیمیشن می‌توان به دیه‌گو لونا، زوئی سالدانا، چنینگ تیتوم، ران پرلمن، کریستینا اپل‌گیت و آیس کیوب اشاره کرد. نام گیرمو دل تورو هم به عنوان یکی از تهیه کنندگان دیده می‌شود. کتاب زندگی در تاریخ ۱۲ اکتبر ۲۰۱۴ لس آنجلس اکران و در ۱۷ اکتبر ۲۰۱۴ در آمریکا توزیع شد.

## خلاصه داستان
در ابتدای فیلم یک راهنمای موزه (کریستینا اپل‌گیت) را می‌بینیم که بچه‌هایی را به داخل موزه راهنمایی می‌کند تا داستانی برایشان تعریف نماید. سپس داستان اصلی آغاز می‌شود: داستان که در مکزیک اتفاق می‌افتد، درباره دو پسر بچه به نام‌های مانولو (دیه‌گو لونا) و خواکین (چنینگ تیتوم) است. مانولو دوست دارد در آینده یک گاوباز و همینطور نوازنده گیتار شود و خواکین آرزوی قهرمان شدن و دفاع از شهرش را در سر دارد. این دو عاشق دختری به نام ماریا (زوئی سالدانا) هستند. الهه ی حاکم سرزمین «خاطره‌ها» (سرزمین مردگانی که بازماندگانشان بر روی زمین هنوز به یادشان هستند)، لامورتا (کریستینا اپل‌گیت) و همسرش زیبالبا (ران پرلمن) که حاکم سرزمین «فراموشی» (سرزمین مردگانی که دیگر کسی از زندگان به یادشان نیست) می باشد، وقتی تعاملات بین این بچه‌ها را می‌بینند، باهم یک شرط می‌بندند که کدام یک از پسرها در پایان به ماریا خواهد رسید. لامورتا، مانولو و زیبالبا، خواکین را انتخاب میکنند. در صورت پیروزی زیبالبا در این شرط بندی، وی حاکمیت سرزمین «خاطره‌ها» را بدست خواهد آورد، اما چنانچه او در این شرط بندی شکست بخورد باید برای همیشه دست از سر انسانها بردارد و ...

## صداپیشگان
- دیه‌گو لونا مانولو
- زوئی سالدانا ماریا
- چنینگ تیتوم خواکین
- ران پرلمن زیبالبا
- کریستینا اپل‌گیت راهنمای موزه
- آیس کیوب
- کیت دل کاستیلو لامورتا
- آنا د لا رگه‌را